# Andrzej Zaborowski (artysta)

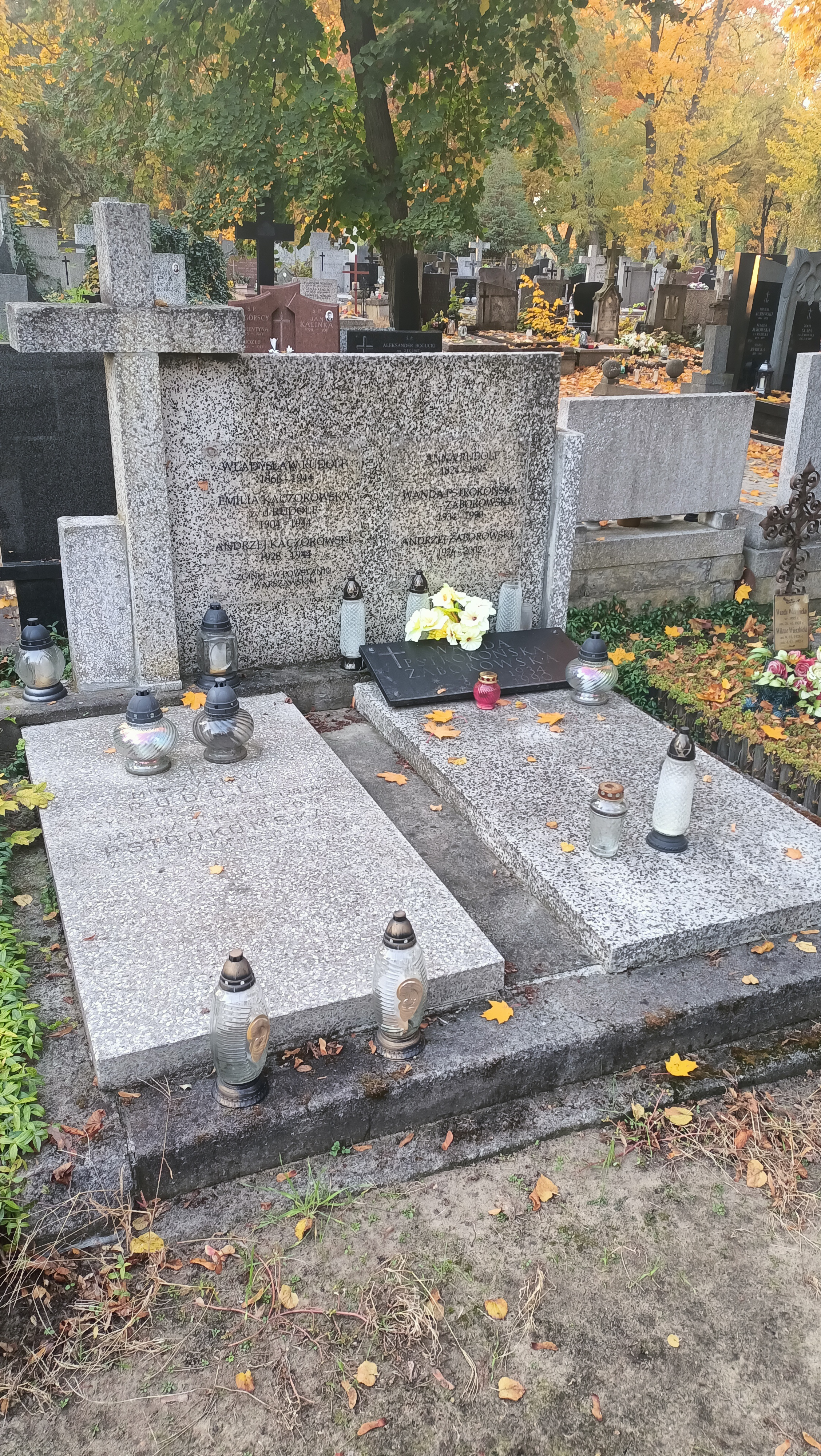
Grób Andrzeja Zaborowskiego na Cmentarzu Bródnowskim w Warszawie

Andrzej Zaborowski (ur. 22 maja 1926 w Warszawie, zm. 14 marca 2002) – polski artysta, malarz, plastyk i architekt.
W latach 1945–53 studiował w Akademii Sztuk Pięknych w Warszawie, w pracowniach Felicjana Szczęsnego Kowarskiego i Wandy Golakowskiej. Do 1956 był członkiem Grupy 55. Jego prace znajdują się w zbiorach w Muzeum Sztuki w Łodzi oraz w Muzeum Narodowym w Warszawie, gdzie znajduje się jego najbardziej znany obraz: Drogi będą nowe (1955, olej, płyta pilśniowa; 100 x 122).
Współtworzył fryz ceramiczny Sceny sportowe na elewacji Pałacu Sportu w 1955 r. (Warszawa, Stadion Dziesięciolecia). Razem z Jerzym Kumelowskim zaprojektował m.in.: wnętrza budynku ZPAP oraz Budynek Zasłużonego Pracownika Budownictwa przy ul. Elekcyjnej 6 w Warszawie, za który zdobyli I nagrodę Mistera Warszawy w 1976. Zaprojektował także wnętrza Hotelu Victoria w Warszawie. Pochowany na cmentarzu Bródnowskim w Warszawie (kwatera 53B-3-3).
Ojciec artysty malarza Michała Zaborowskiego.